# Schaan

Panoramă

Schaan este cea mai mare localitate din Liechtenstein, cu o populație de 5.806 loc. Acesta este situat la nord de Vaduz, capitala, în partea centrală a țării. În 2005 avea o populatie de 5806 locuitori, acoperind o suprafață de 26,8 km², incluzând munți și păduri. Se învecinează cu orașul Buchs din Elveția și este considerat a fi cel mai mare oraș de către populația din Liechtenstein.